# Mettjaurkalven
Mettjaurkalven är en sjö i Lycksele kommun i Lappland och ingår i Umeälvens huvudavrinningsområde. Sjön har en area på 0,198 kvadratkilometer och ligger 248 meter över havet.

## Delavrinningsområde
Mettjaurkalven ingår i det delavrinningsområde (718954-161999) som SMHI kallar för Mynnar i Lycksabäcken. Medelhöjden är 256 meter över havet och ytan är 1,48 kvadratkilometer. Räknas de 2 avrinningsområdena uppströms in blir den ackumulerade arean 15,77 kvadratkilometer. Vattendraget som avvattnar avrinningsområdet har biflödesordning 3, vilket innebär att vattnet flödar genom totalt 3 vattendrag innan det når havet efter 179 kilometer. Avrinningsområdet består mestadels av skog (86 procent). Avrinningsområdet har 0,2 kvadratkilometer vattenytor vilket ger det en sjöprocent på 13,1 procent.